# Thịt voi

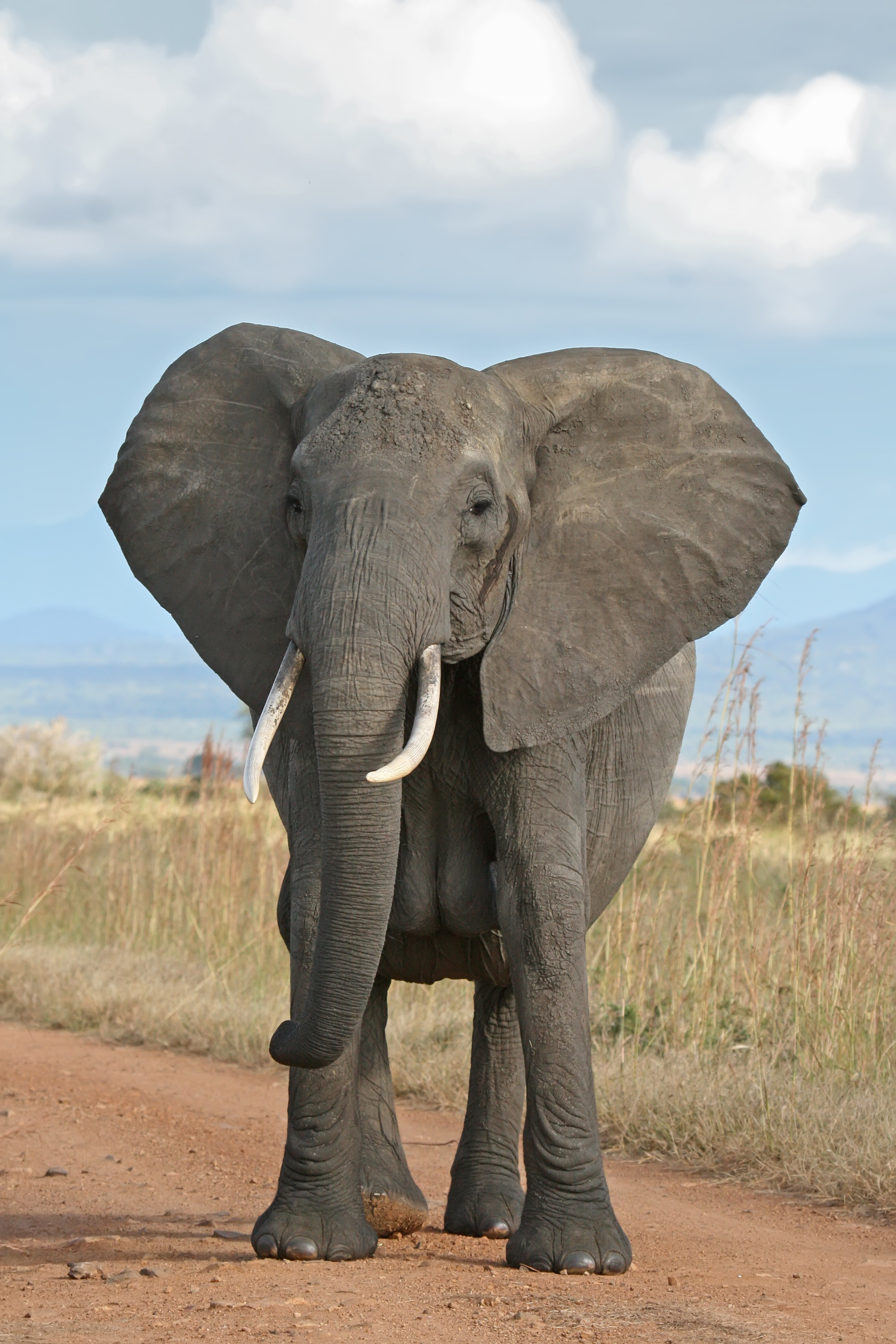
Với khối lượng thịt thu được lên đến 450 kg/con thì lượng thịt từ một con voi có thể bán được với giá gấp hơn 30 lần giá ngà

Thịt voi đề cập đến phần thịt và các phần cơ thể có thể ăn được khác của con voi. Được tiêu thụ chủ yếu ở các quốc gia châu Phi như một loại thực phẩm tuy không thực sự thông dụng, chủ yếu trong những giai đoạn người dân gặp khó khăn (khi gặp hạn hán hay chiến tranh), thịt loài vật này cũng được sử dụng ở một số nước châu Á dưới phương diện món ăn đặc sản hay trong các bài thuốc.

## Trong lịch sử
Với khối lượng cơ thể khổng lồ của mình, voi có nhiều thịt để cung cấp cho cồng đồng ăn thịt. Thịt voi, với tư cách là một nguồn thực phẩm cho cả người và động vật đã được sử dụng xuyên suốt trường kỳ thời gian. Đầu thời kỳ đồ đá cũ, khoảng 120.000 TCN, các xã hội châu Phi đang trong giai đoạn săn bắt và hái lượm được cho là đã thành thạo trong việc săn voi để lấy thịt. Một mẫu vật của loài voi đã tuyệt chủng là Palaeoloxodon antiquus được phát hiện ở thung lũng Ebbsfleet, gần Swanscombe: bộ xương 400.000 năm tuổi, được tìm thấy với các công cụ bằng đá nằm rải rác xung quanh, cho thấy con voi đã bị xẻ thịt bởi một bộ lạc của người tiền sử có tại thời điểm, được gọi là Homo heidelbergensis.

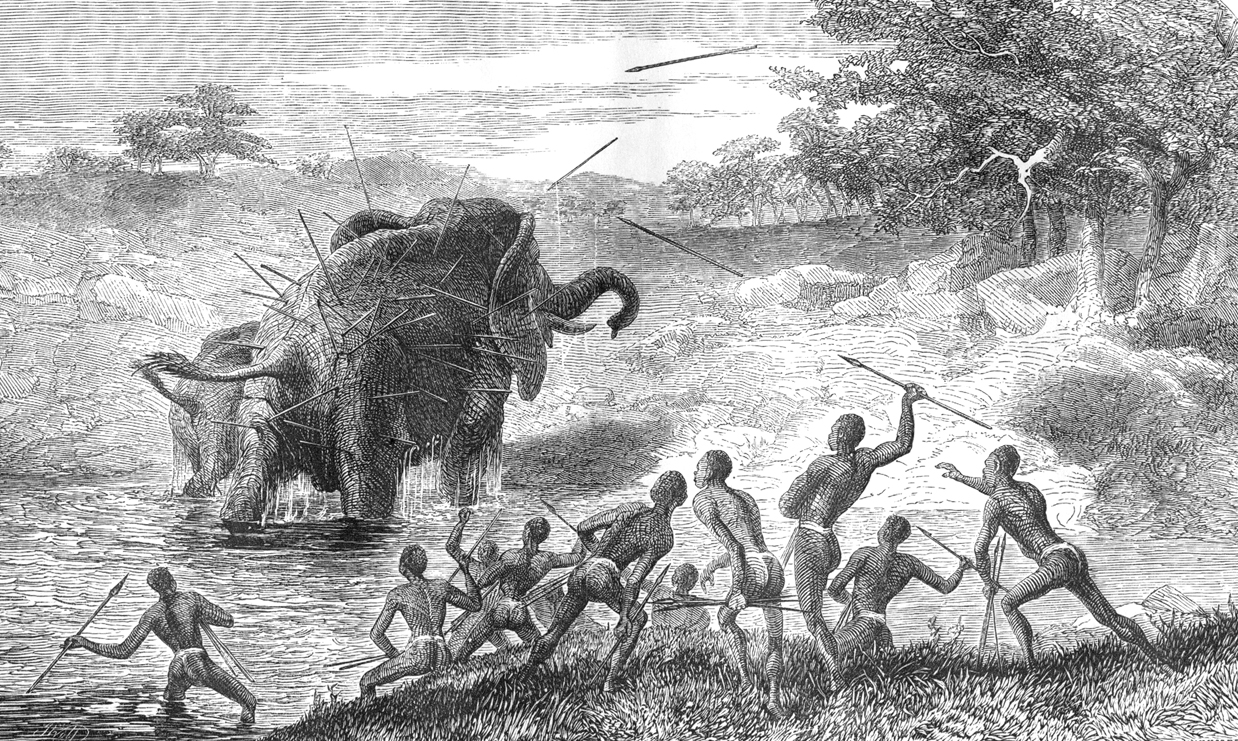
Một cảnh săn voi ở châu Phi để lấy thịt

Các nhà khảo cổ cũng thường thấy xương voi ma mút và xương loài voi khác tại các địa điểm đồ đá cũ ở Levant phía tây nam châu Á với đặc điểm là đã bị đập vỡ để lấy tủy. Có nơi người ta đã phát hiện ra ba chiếc rìu cắm gần xác một con voi với ngà bị cắt xẻ. Vết tích ở Israel chứng tỏ người cố đại từ 500 nghìn năm trước đã sử dụng những công cụ bằng đá để xẻ thịt voi lấy mỡ, gân và tủy. Những công cụ bằng đá có niên đại nửa triệu năm tuổi đã được khai quật ở Israel, chúng có vết tích chất béo của voi bám vào, cho thấy con người cổ đại đã từng sử dụng các công cụ để xẻ thịt những động vật cỡ lớn.
Ở Trung Hoa thời kỳ phong kiến có món ăn tượng tinh, một trong bảy món ăn kỳ tuyệt trong tuần tiệc gồm hàng trăm món ăn, được Từ Hi thái hậu chiêu đãi các sứ thần phương Tây trong tiệc Xuân năm Giáp Tuất (1874). Tượng tinh có nghĩa là tinh khí của loài voi. Người xưa có câu "khỏe như voi" đủ thấy sức mạnh của loài voi lớn mạnh nhường nào. Ao ước được mạnh khỏe như loài voi trong khi tượng tinh là những gì tinh túy nhất của voi, đã khiến món ăn này trở thành một trong những món ăn trân bảo trên bàn tiệc khoản đãi các sứ thần của Từ Hy Thái Hậu. Tượng tinh được các nài voi chọn từ những con to khỏe nhất đang độ tuổi xuân thì. Tổ yến (một thực phẩm quý giá khác) được nấu trong các loại thuốc quý, nặn hình con voi và nướng chín. Đầu bếp khoét trên lưng con voi này một lỗ đủ để nhét vừa một chiếc bóng cá voi đã ngâm thuốc bắc phơi khô. Tượng tinh được cho vào bóng cá voi và mang đi hấp cách thủy. Lúc thưởng thức món này thực khách dùng cây kim vàng chọc vô bụng voi để chất nhờn chảy vào chén bạc rồi uống. Tượng tinh có tác dụng bồi bổ lục phủ ngũ tạng, tỳ vị thêm mạnh mẽ lại trị dứt các chứng nhức mỏi và làm sáng mắt thêm.
Bát trân (tám món ăn nổi tiếng vì sự quý hiếm, tiêu biểu cho ẩm thực cung đình) cũng thường bao gồm cả món ăn làm từ lớp thịt gân mềm ở bàn chân voi.

## Ăn thịt voi hiện nay
Ngày nay, voi bị săn bắn chẳng những để lấy ngà mà còn để lấy thịt. Một con voi rừng nặng khoảng 5000 đến 6000 pound (2250–2700 kg), có khoảng 1000 pound (450 kg) thịt. Với giá thị trường năm 2007 tại châu Phi một ngà voi có thể đem lại 180 USD trong khi bán thịt có thể được tới 6000 USD tức gấp 30 lần.

### Châu Phi
Châu Phi là châu lục sinh sống tập trung của một số lượng lớn loài voi châu Phi, nhưng châu lục này cũng được biết đến là nghèo đói, hạn hán, chiến tranh và nạn đói xảy ra khắp nơi, vì vậy con người tìm đến voi như là một loại thực phẩm sẵn có. Có những ghi nhận cho thấy vì đói nghèo, đã có cả làng xả thịt voi rừng chia nhau, chỉ trong vòng 2 tiếng, một chú voi rừng nặng nhiều tấn đã bị dân làng đói khổ xả thịt trơ xương.
Một thông tin khác cũng cho biết rằng, các quân nhân Zimbabwe được cấp thịt voi trong khẩu phần ăn của họ và nhiều người phàn nàn rằng đây là loại thịt duy nhất họ được dùng hàng ngày. Việc sử dụng thịt voi cho quân đội bắt đầu từ tháng 6 năm 2008 và lượng tiêu thụ đang ngày càng tăng, trong khi đó một chỉ huy quân đội ở Harare lại cho rằng các binh sĩ mới bắt đầu ăn thịt voi. Ở đây, binh sĩ phải ăn thịt voi thay thịt bò, và thịt voi là giải pháp tốt vì trước đó các binh sĩ chỉ được ăn món sadza (cháo ngô suông) do việc thuê nhà thầu cung cấp thịt bò cho quân đội đã bị chấm dứt. Sử dụng thịt voi là thức ăn cho binh sĩ rẻ và dễ kiếm hơn. Tổng thống Zimbabwe cũng từng xả thịt voi mừng sinh nhật 91 tuổi.

### Châu Á
Thịt voi không phải là đặc sản phổ biến tại Thái Lan, song người dân một số nước châu Á tin rằng ăn cơ quan sinh sản của động vật này có thể làm tăng khả năng tình dục. Ăn thịt voi đang dần trở thành một xu hướng ẩm thực mới tại Thái Lan. Người ta nhận ra xu hướng ẩm thực nguy hiểm đối với loài voi sau khi hai con voi bị giết trong một vườn quốc gia ở phía tây. Những kẻ săn trộm lấy cơ quan sinh sản và vòi của voi để chế biến món ăn. Thậm chí nhiều người sẵn sàng ăn sống một số bộ phận của voi. Thịt voi luôn sẵn trong các nhà hàng ở Phuket. Số lượng người muốn ăn thịt voi không lớn, nhưng một khi nhu cầu của họ phát sinh, những kẻ săn trộm sẽ không thể cưỡng lại sự cám dỗ của tiền bạc.
Ở Việt Nam, từng có sự việc con voi 4 tấn bị xẻ thịt ở Quảng Bình; một con voi nái trưởng thành chết và người dân đem xẻ thịt ở vùng rừng thuộc huyện Minh Hóa. Xác voi được một người ở xã Cao Quảng huyện Minh Hóa phát hiện chiều ngày 3 tháng 4 năm 2013. Sau đó voi bị lột da thành nhiều mảnh, cắt hai chân và chặt đầu đem đi. Vì voi chết trong rừng, lại bị người dân xẻ thịt ngay sau đó nên chưa thể xác định nguyên nhân dẫn đến cái chết của voi. Chiều dài từ đầu đến sống đuôi của voi là 3,2 mét, bề ngang 1,3 mét và cao 1,3 mét, nặng khoảng 4 tấn. Voi chết trong tư thế nằm úp, bị lột hết da cùng các bộ phận như vòi, mắt, đuôi, tai. Đây là con voi hoang dã cuối cùng ở tỉnh Quảng Bình.

## Thành ngữ dân gian
Tại Việt Nam có thành ngữ trăm voi không được một bát nước xáo (và các dị bản của nó như "Ba voi không được đọi (bát) nước xáo", "Mười voi không được bát nước xáo") nhằm chỉ những người khoác lác, hứa hẹn nhiều, tưởng như chắc chắn nhưng kết quả chẳng có gì đáng kể. Món xáo hay nước xáo là nước ninh xương và thịt động vật, khá nhừ, đặc và mềm ngọt. Câu thành ngữ với các từ chỉ số lượng ba, mười hay trăm chỉ số nhiều, con voi lại là con vật to lớn nhất nhì trong các loài muông thú, biểu trưng cho số lượng khổng lồ, vậy mà vẫn không được một bát nước xáo (số lượng rất ít) cho ra tấm ra món. Lối nói ngoa dụ được vận dụng triệt để tại đây nhằm toát lộ nghĩa bóng của câu.
Tuy nhiên, lối phóng đại này cũng ít nhiều xuất phát từ sự liên tưởng ngôn ngữ học tới một vài quan điểm thực tế và có thể chia làm ba thuyết trong đó có hai thuyết gắn liền với phẩm chất thịt của loài voi. Thứ nhất, thịt và xương voi trong chế biến món ăn thường không được đánh giá cao, ít đậm đà ngon ngọt, và nước xáo thịt vốn chẳng mỡ màng riêu cua gì, trong như nước lã và nhạt như nước ốc vậy. Thứ hai, thịt voi trương nở mạnh trong nước khi nấu nên hút sạch nước, cho bao nhiêu nước cũng bị hút hết do đó không có nổi một nước xáo. Thuyết thứ ba gắn liền với câu chuyện về anh chàng hứa hẹn mua thịt voi về làm cỗ giỗ, không mua được nhưng về khoác lác là đòi mua đủ 100 voi nhưng trên rừng không có nên không mua.